# Николаевское сельское поселение (Аннинский район)
Никола́евское се́льское поселе́ние — муниципальное образование в Аннинском районе Воронежской области России.
Административный центр — село Николаевка.

## Административное деление
Состав поселения:
- село Николаевка,
- поселок Круглоподпольное.

## Население
| 2000  | 2005  | 2010  | 2012  | 2013  | 2014  | 2015  | 2016  | 2017  |
| ----- | ----- | ----- | ----- | ----- | ----- | ----- | ----- | ----- |
| 1976  | ↘1880 | ↘1628 | ↘1567 | ↘1537 | ↘1485 | ↘1461 | ↘1431 | ↘1382 |
| 2018  | 2019  | 2020  | 2021  |       |       |       |       |       |
| ↘1367 | ↘1339 | ↘1325 | ↘1320 |       |       |       |       |       |

## Экономика
Предприятия
- СХА МХП «Николаевское» — производство колбасных, мясных изделий, разведении свиней.
- ЗАО «Николаевское» — СХА специализирующаяся на выращивании сахарной свеклы и зернобобовых растений.